# Al Williams
Alfred W. „Al“ Williams (* 17. Dezember 1919 in Memphis; † 15. November 1998) war ein US-amerikanischer Pianist des frühen Jazz und des Rhythm and Blues.
Williams kam 1922 nach Chicago und spielte ab 1936 in verschiedenen Orchestern, ab 1940 auch mit Red Allen, Jimmy Noone und Erskine Tate. 1942 hatte er ein eigenes Trio. 1946 begleitete er Big Joe Turner bei Aufnahmen für Savoy Records („I Got My Discharge Papers“).  Ab Anfang der 1950er Jahre arbeitete er in New York City, so im Savoy Ballroom mit Jimmy Rushing, Lucky Millinder, Dick Vance und Erskine Hawkins. Er nahm für das neue Label Atlantic einige Rhythm-and-Blues-Nummern auf und arbeitete dann mit Benny Carter, Stuff Smith, auf den Bermudas 1953 mit King Curtis, 1954 mit Jesse Stone/LaVern Baker und 1956/57 mit Sam „The Man“ Taylor.
1957/58 trat er mit Sol Yageds Dixieland-Band im New Yorker Metropole auf; 1958 spielte er mit Buck Clayton das Album Songs for Swingers ein. Mit dessen Orchester ging er 1959 auf Europatournee (Copenhagen Concert). Er wirkte in diesem Jahr auch bei Aufnahmen des Dichters Langston Hughes mit (The Weary Blues), ferner mit Vic Dickenson und Joe Thomas. 1961 gastierte er als Mitglied einer All-Stars-Band mit Duke Ellington unter der Leitung von Johnny Hodges in Europa, zu hören auf dem Pablo-Album Johnny Hodges at Sportpalast Berlin. Über seine späteren Jahre ist nichts bekannt.
Der Pianist ist nicht zu verwechseln mit dem Jazzschlagzeuger Alfred G. „Al“ Williams (* 1943).

## Lexikalische Einträge
- Bielefelder Katalog 1988
- Richard Cook, Brian Morton: The Penguin Guide to Jazz on CD. 6. Auflage. Penguin, London 2002, ISBN 0-14-051521-6.
- Leonard Feather, Ira Gitler: The Biographical Encyclopedia of Jazz. Oxford University Press, New York 1999, ISBN 0-19-532000-X.
- John Jörgensen, Erik Wiedemann Jazzlexikon. Mosaik, München, 1967